# Thomas Lejdström
Leif Thomas Lejdström  (ur. 31 maja 1962 w Västerås) – szwedzka pływak, dwukrotny olimpijczyk.
Na igrzyskach w Los Angeles w 1984 roku wraz z Perem Johanssonem, Bengtem Baronem i Mikaelem Örnem zdobył brązowy medal w sztafecie 4x100 metrów stylem dowolnym, przegrywając tylko z Amerykanami oraz Australijczykami. Na olimpiadzie startował również 4 lata wcześniej, na igrzyskach w Moskwie.
Trzykrotny medalista mistrzostw Europy: srebrny medal w 1983 roku w sztafecie 4 × 100 metrów stylem dowolnym oraz dwa brązowe dwa lata wcześniej w Splicie za 200 metrów i 4 × 200 metrów, obie konkurencje stylem dowolnym.